# Dicranomyia fragilis
Dicranomyia fragilis là một loài ruồi trong họ Limoniidae. Chúng phân bố ở miền Australasia.